# Telegdi Miklós

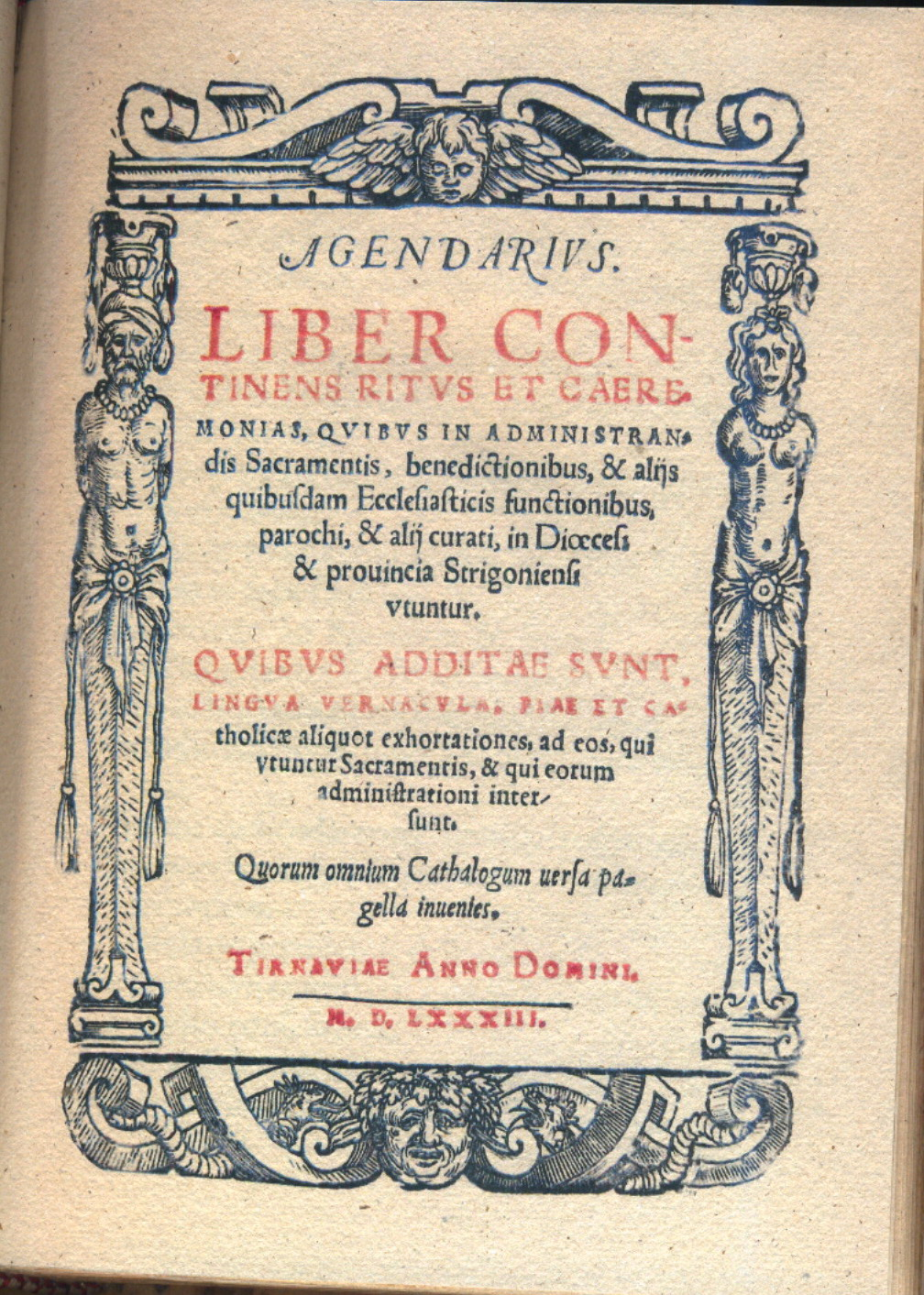
Telegdi Miklós 1583-ban, Nagyszombatban kiadott Agendájának címlapja

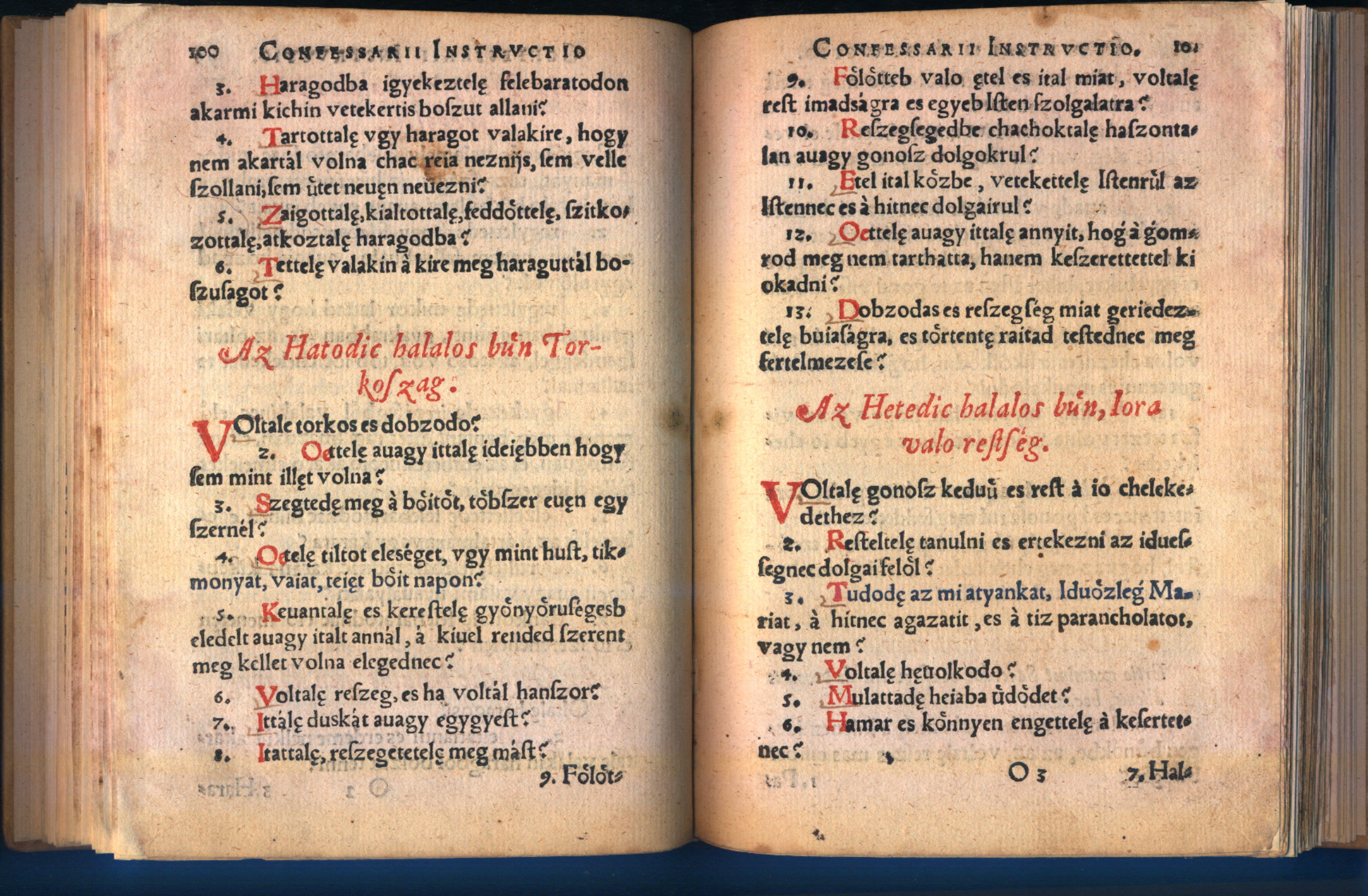
Két oldal Telegdi Miklós 1583-as Agendájából: a Torkosság és a Jóra való restség

Telegdi Miklós (Telegd, 1535 – Nagyszombat, 1586. április 22.) pécsi püspök és esztergomi érseki helynök volt.

## Élete
Egy Márton nevű „litératus" jobbágy fia, nevét születési helyétől vette; Ilosvay István telegdi plébános pártfogásával Krakkóban tanult, ahol mint baccalaureus a magyar burza seniora (a kollégiumi épület főbérlője) lett. Bölcseleti tanulmányait Bécsben végezte. Megvette a bécsi jezsuiták nyomdáját és Nagyszombatban állította fel. 1558-ban Oláh Miklós pappá szentelte, a nagyszombati papnevelő tanulmányi felügyelője, majd az ottani iskola tanára lett, 1561. január 25-én pedig esztergomi kanonok. Mint ilyen 16 éven át nagyszombati plébános is volt. 1562. február 26-án a zólyomi főesperességet, 1570-ben a nagyprépostságot, 1579. február 6-án pedig a pécsi püspökséget nyerte el. 1580-ban XIII. Gergely pápa egy hozzá intézett levelében dicsérettel halmozza el buzgó működését és felszólítja őt, hogy érje el a királynál, a Verancsics Antal halála óta üresedésben levő esztergomi érseki szék betöltését. Az uralkodó a nuncius ajánlatára az egyházmegye vezetését Telegdire bízta, az érseki széket azonban továbbra is betöltetlenül hagyta.

„A magyar katholikus egyház végromlása szélén áll. A nagy fáradságok és erőlködések, a számtalan veszély és gyűlölség, melynek kiteszszük magunkat, midőn az eretnekek fanatikus törekvései ellen szegülünk, az igaz vallásnak már mit sem használnak. A főpásztor nélkül maradt nyájat az eretnekek már a székhelyen (Nagyszombatban) is megtámadták. Szemünk előtt ragadtak magukhoz a városban egy egyházat, a melyben a kiváncsiaknak istenkáromlásaikat hirdetik. Nemsokára ellepik majd az ország egyéb városait, faluit, pusztáit is mint a legyek, s a katholikus hitnek még a neve sem fog fennmaradni.”

– Telegdi levele a pápához

Telegdi mindent megtett, hogy a reformáció terjedését megakadályozza, ebben még a legkeményebb eszközöktől sem riadt vissza.

„Tizenhat esztendeje mult el immár, hogy a nagyszombati egyházban a Krisztus Jézusnak evangéliumát prédikálom. Jóllehet közösleg egyébütt is a hová érkeztem, kiváltképen pedig Pozsonyban, az országgyűlésben és a közönséges törvénynek (melyeket oktáváknak hínak) idején kereskedtem az Istentűl nekem adott girával és igyekeztem az én Uramnak nyereséget szerezni.”

– Telegdi Miklós prédikációinak előszavából, 1577

Buzgóságát jelzi, hogy e tisztétől még betegségében sem állott el. Így irja ezt róla kartársa Káldi György: 
„noha fölötte elgyötrötte volt őt a köszvény, úgy hogy csak székben hordoztatnák, mindazonáltal a prédikállást el nem hatta, hanem felvonatta és tolyotta magát nagy fájdalommal a nagyszombati prédikálló székre, és úgy prédikállott, mintha semmi dolga nem lett volna". 
Halála előtt két nappal tett végrendeletében következőképp rendelkezik:
„midőn e sorokat írom, oly kevés pénzem van, hogy alig lesz elég temetési költségeim fedezésére. Ő felségének hagyok egy poharat. A püspökök bocsássanak meg, hogy nem hagyhatok reájuk semmit; de a kinek nincs, az nem adhat… Különösen azért esedezem alázattal, hogy idegen, éretlen és érdemetlen egyéneket ne vegyen be a káptalanba, hanem érdemes, megfontolt, józan életű magyarokat, a kik itt lakjanak…"
Mint egyik életrajzírója mondja: «Felismerve a helyzet szomorú voltát, a tudományos mozgalmak élére állt s mint szónok és író rendületlen bátorsággal hangoztatta az igazság szózatát, védte az egyház s a civilizatio ügyét nemcsak a szószéken, hanem az országgyűlésen is". Toldy Ferenc szerint: „Szónoklatait valláserkölcsi irány, nemes népszerűség s szabályos nyelv jellemzi, mely gyakran művészi szépségre emelkedik”.

## Munkái
- Az Keresztyensegnek Fondamentomirol valo rövid keönywechke. Ki az Szent irasnac külömb külömb heleiről kerdes es feleles keppen irattatot es… Deac nyelwből Magyar nyelwre forditatot. Bécs, 1562 (Ez az első róm. kath. magyar katekizmus. Ism. Majláth Béla, Értekezések a nyelv- és széptud. köréből XI. 7. Budapest, 1883. Kiadta a Magy. Tud. Akadémia azon példány után, melyet 1882-ben a baseli könyvtárban megtalált Benkő István ref. theologus. Bpest, 1884. Facsimile példány, Szilády Áron bevezetésével és Oláh Miklós fametsz. arczk.)
- Az evangeliomoknac, mellyeket Vasárnapokon és egyeb Innepeken esztendö altal az Anyaszentegyhazba olvasni es predicalni szoktanac, magyarazattyanac – Három kötet. Bécs-Nagyszombat, 1577-1580 (2. kiadás. Bécs, 1638. Telegdi János kalocsai érsek kiadásában)
  - 1.: Elsö Resze, Mely magaba foglallja az Aduentül Husvetig valo vasarnapi Evangeliomokat, egynehany egyeb innepeknec (kiknec Szamat meg talalod ezt e levelet elfordetuan) Evangeliomival, es az oltari szentségrül valo harom predicatioual egyetembe. Bécs, 1577 (Az I. részt mindjárt igen hevesen megtámadta Bornemisza Péter, amiről Telegdi így ír: „soha sem olvastam írást, melyben valaki több mérget és keserűséget okádott volna ki más ellen, mint ő okád én ellenem”)
  - 2.: Masodic resze. Melly magaban foglallya Husvettol fogva Adventig valo vasarnapi evangeliomokat egy nehany egyeb innepeknec… Euangeliomiual, egyetembe… Nagyszombat, 1578 – Szabó Károly szerint ez volt a legelső nyomtatott magyar nyelvű könyv katolikus írótól, amelyet magyar földön nyomtattak
  - 3.: Harmadic Resze Melly magaba foglallya a Szentec innepire valo Euangeliomokat… Nagyszombat, 1580
- Telegdi Miklosnak Peechi Püspöknec felelete, Bornemisza Peternec feitegetés neuü konyuére. Mellybe fökeppen, az io chelekedetecnec iutalmarul valo igaz keresztyéni tudománt oltalmazza. Jollehet egyebreis mindenre választ teszen,… Nagyszombat, 1580. (Kiadta Rupp Kornél. Bpest, 1898. Régi M. Könyvtár, Szerk. Heinrich Gusztáv XII).
- Rövid Írás. Melyben meg bizonyettatic, hogy a Papa nem Antichristus. De azoc, a kic ütet annac neuezic, az Antichristusnac tagiai. Nagyszombat, 1580
- Ordinarium Officii Divini, Secvndvm consvetvdinem Metropolitanae Ecclesiae Strigoniensis: a mendis purgatum & editum, opera & expensis… Nagyszombat, 1580
- Egy nehany Jeles Okai Mellyekert Telegdi Miklos Pechi Püspök nem ueheti es nem akaria uenni Luter Martonnac es az ü maradekinac tudomanyát… Nagyszombat, 1581 (Egyetlen teljes példánya a budapesti Egyetemi Könyvtárba került. Ebből mutatványt közölt Szabó Károly a Vasárnapi Ujságban 1869. 202. l.)
- Agendarivs. Liber continens ritus et caeremonias, quibus in administrandis Sacramentis, benedictionibus, et alijs quibusdam Eclesiasticis functionibus, parochi, et alij curati, in Dioecesi et prouincia Strigoniensi vtuntur. Quibus additae sunt, Lingua vernacula, piae et catholicae aliquot exhortationes, ad eos, qui vtuntur Sacramentis… Nagyszombat, 1583 (A szerzőnek az esztergomi egyházmegye papjaihoz intézett, 1583. augusztus 3-án kelt előbeszédével) – 2. kiadása: Nagyszombat, 1596)
- Decreta, Constitutiones et Articvli Regvm Inclyti Regni Vngariae Ab Anno Domini, Millesimo Trigentesimo Quinto, ad annum post Sesquimillesimum Octagesimum tertium publicis Comitiis edita. Cum Rervm Indice Copioso… Nagyszombat, 1584 (A Corpus Jurisnak T. M. pécsi és Mosóczi Zachariás nyitrai püspök által eszközölt első kiadása)
- Capita doctrinae Christianae compendio tradita, ut sit ueluti paruus Catechismus Catholicorum. Nagyszombat, 16. század. (Egyetlen csonka példánya az Erdélyi Múzeumban)
- Négy Predikátzio, az anyaszentegyház négy evangelistáinak ünnepeire és a Salve Regina magyarázattya. Telegdi M. munkáiból kiadta Virág Benedek. Pest, 1803»«